# Пазерский, Алексей Максимович
Алексей Максимович Пазерский — старший разведчик 128-го гвардейского артиллерийского полка (57-я гвардейской стрелковая дивизия, 8-я гвардейская армия, 1-й Белорусский фронт), гвардии старший сержант.

## Биография
Алексей Максимович Пазерский родился в семье рабочего в селе Новоспаcское Сызранского уезда Симбирской губернии (в настоящее время Новоспасский район Ульяновской области). Окончил 7 классов школы, фабрично-заводское училище. Работал слесарем на заводе в городе Чапаевск Куйбышевской области.
В 1939 году Чапаевским райвоенкоматом был призван в ряды Красной армии. С 10 июля 1942 года на фронтах Великой Отечественной войны.
В боях за Одессу, ворвавшись в город в боевых порядках пехоты, гвардии ефрейтор Пазерский со своим отделением на одной из улиц столкнулся со взводом солдат противника. Огнём своего автомата он уничтожил 8 солдат и двоих ранил. Противник, не выдержав натиска разведчиков бежал. Приказом по 57-й стрелковой дивизии от 26 апреля 1944 года он был награждён орденом Славы 3-й степени.
Гвардии сержант Пазерский с группой разведчиков, находясь в боевых порядках 170-го гвардейского стрелкового полка, 14 января 1945 года в районе местечка Шиттих-Легензул (Грабоволя в Мазовецком воеводстве в 5 км к северу от населённого пункта Гловачув) был окружен солдатами противника. В бою кончились боеприпасы. В безвыходном положении разведчики взяли автоматы противника отбитые в бою и на своих самоходках ворвались в колонну противника, рассеяли и частично уничтожили её. Лично Пазерский истребил свыше 10 солдат противника. Приказом по 8-й гвардейской армии от 21 февраля 1945 года он был награждён орденом Славы 2-й степени.
Старший разведчик гвардии старший сержант Пазерский в апреле 1945 года при прорыве обороны противника близ нас. пункта Альт-Тухебанд (10 км юго-западнее города Кюстрин, ныне Костшин) обнаружил артиллерийскую батарею, миномётную группу, 2 орудия на прямой наводке, 6 пулемётов, которыерые по его целеуказаниям были подавлены огнём дивизиона. В боях поразил 8 солдат противника. Указом Президиума Верховного Совета СССР от 15 мая 1946 года он был награждён орденом Славы 1-й степени.
В мае 1946 года гвардии старший сержант Пазерский был демобилизован. Вернулся на родину. В 1948 году окончил бухгалтерские курсы. Жил в посёлке городского типа Новоспасское. Работал главным бухгалтером.
В 1985 году в ознаменование 40-летия Победы он был награждён орденом Отечественной войны 1-й степени.
Скончался Алексей Максимович Пазерский 20 марта 1993 года.